# Pinotxo (pel·lícula de 1940)
Pinotxo (títol original en anglès: Pinocchio) és una pel·lícula animada musical estatunidenca de 1940 produïda per Walt Disney Pictures. Es basa en la novel·la infantil Les aventures de Pinotxo de Carlo Collodi, i es va fer en resposta a l'enorme èxit de La Blancaneu i els set nans. Tot i que va ser un fracàs econòmic en els seus moments inicials, va obtenir l'Oscar a la millor banda sonora i a la millor cançó original.
La trama de la pel·lícula explica la història de Pinotxo, un titella de fusta fet per un home anomenat Geppetto i a qui dona vida la fada, després que Geppetto desitgés poder tenir un fill. Ella li diu que es pot convertir en un nen de veritat si es demostra "valent, veraç, i desinteressat". Pinotxo ha de tractar de ser bo per tal de poder esdevenir un nen de debò, amb l'ajut del seu amic, el grill Pep. Així comencen les aventures del titella que volia ser un nen de veritat, que tindrà molts encontres amb una sèrie de personatges desagradables.
La cançó d'aquest film, "When You Wish Upon A Star", s'ha utilitzat al començament de la major part de les pel·lícules de Disney a partir de 1985.

## Argument
Un fuster ancià, anomenat Geppetto, crea un titella de fusta anomenat Pinotxo. L'inventor vol que Pinotxo sigui un nen de veritat i una fada bona, de nom la Fada Blava, fa el seu desig realitat i dona vida al titella Pinotxo amb la màgia de la seva vareta màgica, però conservant el seu cos de fusta. La Fada Blava assigna el grill Pepet com a consciència de Pinotxo, perquè l'allunyi dels problemes i l'aconselli en situacions difícils. En Pinotxo no escolta el grill Pepet, quan el noi pateix diversos problemes per tornar amb el seu pare Geppetto, i en retrobar-lo Pinotxo es converteix en un nen de veritat gràcies a la màgia de la vareta màgica de la Fada Blava.

## Personatges
- Pinotxo: es un nen de fusta que llarg de la pel·lícula es va fent més gran, fins que al final salva el seu "pare "de l'interior d'una balena i la Fada Blava en fa un nen de carn i ossos. La seva veu, en la versió original és la de Dickie Jones.
- Grill-parlant: conegut a Catalunya com a Pep Consciències,[5] és el personatge més representatiu de la pel·lícula i un dels més populars de la factoria Disney. És la "consciència" de Pinotxo, l'encarregat, per la Fada Blava, de guiar el nen de fusta pel bon camí. Va posar-li veu Cliff Edwards.
- Gepetto: el "pare" de Pinotxo. Un bondadós fuster que viu amb un gat i un peix, Fígaro i Cleo respectivament, i entornejat de rellotges de cucut fets per ell mateix. Va posar-li veu Christian Rub.
- L'honrat Joan i Gedeon: Joan és un personatge malvat, engalipador i un bon vivent que és representat per una guineu. És l'encarregat, al costat del seu maldestre i mut company, el gat Gedeon, de dur Pinotxo pel mal camí i temptar-lo perquè deixi de fer el que cal. S'assembla als personatges de l'obra Oliver Twist de Charles Dickens. Va posar-li veu Walter Catlett.
- Stromboli: el titellaire, un altre dels personatges malvats del film. Segresta Pinotxo i l'obliga a actuar en el seu teatre com "El titella sense fils". Va posar-li veu l'actor alemany Charles Judels.
- El cotxer: l'encarregat, valent-se del seu amigable aspecte, de dur Pinotxo i els altres nens a l'"Illa dels jocs", lloc on podran fer tot el que vulguin, des de jugar al billar o al pòquer, fins a fumar. Allà els nens s'aniran tornant ases a mesura que siguin cada cop més dolents. La seva veu era la mateixa que la de Stromboli.
- Monstre, la Balena: com diu el seu nom, aquesta balena és monstruosa. És temuda pels éssers de l'oceà.
- Arna: l'"amic" de Pinotxo a l'"Illa dels jocs", és el que incita a jugar al billar, que begui cervesa o que es fumi una cigarreta. Actua com el típic nen que en sap de tot i que es creu el més llest, però que en realitat és el més ruc, animal en el qual al final es convertirà. Va posar-li veu Frankie Darro.
- Fada blava: la fada bona, el personatge encarregat de donar vida a Pinotxo i el qual premia amb fer-lo un nen de veritat, després que hagi après com s'ha de comportar i amb qui no s'ha d'ajuntar. També és la que encomana al grill la tasca de vetllar per Pinotxo i ajudar-lo en la difícil tasca de créixer lluny de la "mala vida". Per al personatge, els animadors es van fixar en la ballarina Marjorie Belcher, qui també va servir de model per a Blancaneu. Pel que fa a la veu, és la de l'actriu Evelyn Venables.

## Producció[calcitació]
El pla original per a la pel·lícula era molt diferent del que finalment es va fer. Molts personatges i esdeveniments del llibre original es van utilitzar en les primeres versions. Productor Walt Disney no estava content d'aquesta versió i se'n canvià molt la història i els personatges.
En primer lloc, Pinotxo era un veritable titella de fusta, amb un llarg nas punxegut, un barret morrut de fusta i les mans nues. Actuava més malament i feia coses dolentes a propòsit, en comptes de ser induït a fer coses dolentes. Walt Disney, però no creia que la gent acceptés aquest personatge, per la qual cosa en va canviar l'aparença i la manera d'actuar. Se'l va fer veure com un nen de veritat, amb un nas petit, una gorra de nen, i les mans amb guants. L'única part del seu cos que encara seria de titella serien els braços i cames.
Pep Consciències (amb veu de per Cliff Edwards) es convertí en un personatge més important. No s'incloïa en la primera versió de la història. Quan se'l va afegir, es veia més com un grill, però Walt el volia més humà, igual que Pinocchio, per la qual cosa Ward Kimball el canvià a "un homenot sense orelles. Aquest detall fou l'única cosa que restà d'ell d'insecte".

## Recepció
Pinotxo a l'origen no va tenir èxit als cinemes, i Disney només va guanyar 1,9 milions de dòlars contra un pressupost de 2,6 milions de dòlars. La pel·lícula va tenir un cert èxit als Estats Units, però no va poder ser un succés comercial, a causa de la seva pobra acollida a Europa. La data de l'estrena es va retardar a causa de la Segona Guerra Mundial a Europa. Encara que els Estats Units encara no havien entrat en guerra, els estatunidencs tenien aleshores poc interès per les històries de fantasia com en tingueren per a La Blancaneu i els set nans. També manquen els elements d'idil·li que havien fet popular Blancaneu.
Tanmateix, també hi va haver reaccions positives a la pel·lícula. Winsten Archer, que havia criticat La Blancaneu, va dir que "Els errors que es trobaven en La Blancaneu ja no existeixen. El Pinotxo, és limitat únicament pel seu propi poder d'expressar entusiasme". A més, malgrat la mala sincronització de l'estrena, la pel·lícula no rebé tan mala crítica als Estats Units. Jiminy Cricket de la cançó, "Quan fas un desig sota un estel", esdevingué un gran èxit i roman avui dia el fanfàrria de The Walt Disney Company. Pinotxo també va guanyar el Premi de l'Acadèmia a la millor cançó i el Premi de l'Acadèmia a la millor SCOR d'un Musical. El 1994, Pinotxo entrà al National Film Registry dels Estats Units com a obra important en la cultura, la història, o estètica. El 2001, Terry Gilliam va considerar aquest film com una de les deu millors pel·lícules animades de tots els temps Time.com i el 2005 una de les 100 millors pel·lícules dels darrers 80 anys. Molts historiadors consideren aquesta pel·lícula com la més propera a la perfecció tècnica de tots els films animats de Disney. Pinotxo va guanyar 84.254.167 dòlars als cinemes.
El juny de 2008, l'American Film Institute va posar en relleu la seva "Deu Deu"-les deu millors pel·lícules en deu "clàssics" dels Estats Units de gènere cinematogràfic. Amb més de 1.500 col·legis electorals de persones de la comunitat creativa, Pinotxo fou reconegut com la segona millor pel·lícula d'animació en el gènere, després de La Blancaneu.

## Premis[calcitació]
- Oscar a la millor banda sonora per Leigh Harline, Paul J. Smith i Ned Washington.
- Oscar a la millor cançó original "When You Wish upon a Star" música de Leigh Harline i lletra de Ned Washington.